# 1627

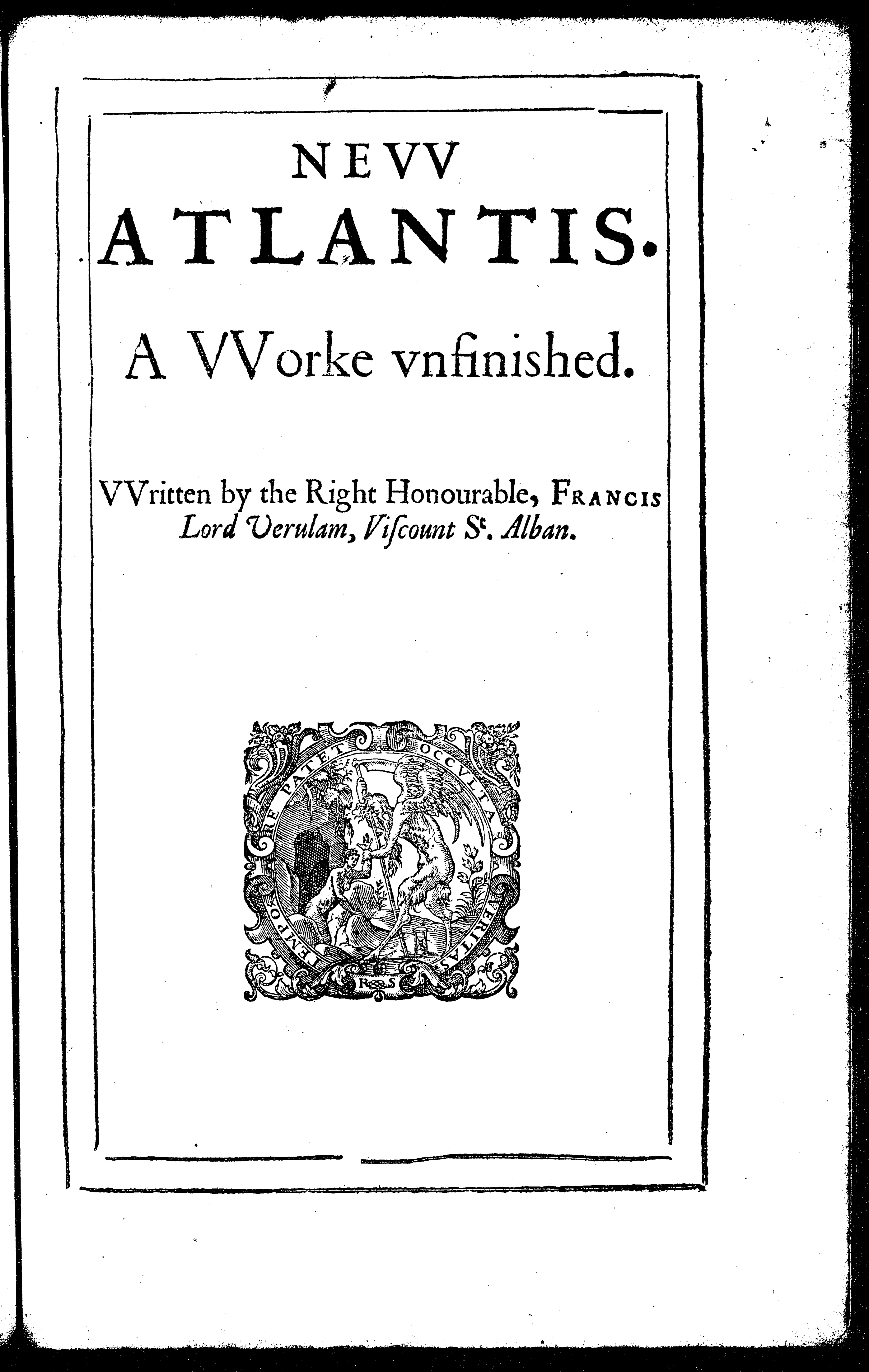
Nova Atlântida (New Atlantis), obra póstuma de Francis Bacon, capa da 2ª ed. de 1628, semelhante à 1ª de 1627.

- Wikisource

| Calendário gregoriano                                                        | 1627 MDCXXVII                        |
| Ab urbe condita                                                              | 2380                                 |
| Calendário arménio                                                           | 1076 – 1077                          |
| Calendário bahá'í                                                            | -217 – -216                          |
| Calendário budista                                                           | 2171                                 |
| Calendário chinês                                                            | 4323 – 4324 Início a 16 de fevereiro |
| Calendário copta                                                             | 1343 – 1344                          |
| Calendário etíope                                                            | 1619 – 1620                          |
| Calendários hindus - Vikram Samvat - Calendário nacional indiano - Cáli Iuga | 1682 – 1683 1548 – 1549 4727 – 4728  |
| Calendário Holoceno                                                          | 11627                                |
| Calendário islâmico                                                          | 1036 – 1037                          |
| Calendário judaico                                                           | 5387 – 5388                          |
| Calendário persa                                                             | 1005 – 1006                          |
| Calendário rúnico                                                            | 1877                                 |
| Calendário solar tailandês                                                   | 2170                                 |

1627 (MDCXXVII, na numeração romana) foi um ano comum do século XVII do actual Calendário Gregoriano, da Era de Cristo,  e a sua letra dominical foi C, teve 52 semanas,  início a uma sexta-feira e terminou também a uma sexta-feira.
| Ano completo                       |
| ---------------------------------- |
| Ano comum com início à sexta-feira |

## Eventos
- Os franceses fundam uma colónia em Saint Kitts, nas Caraíbas.
- 1ª edição da Nova Atlântida, obra póstuma de Francis Bacon.
- Último auroque existente no mundo morto por caçadores na Polônia.

### Em andamento
- Guerra dos Trinta Anos (1618–1648).

## Nascimentos
- 25 de Janeiro - Robert Boyle, cientista anglo-irlandês.
- 27 de Setembro - Jacques Bossuet, Téorico Absolutista.